# فرودگاه ویروآ
فرودگاه ویروآ   (به انگلیسی: Wairoa Aerodrome)  یک فرودگاه   با کد یاتا WIR است . این فرودگاه در  کشور نیوزلند قرار دارد و در ارتفاع ۱۲ متری از سطح دریا واقع شده است.